# Cherdes
CHERDES (Chemical and Radiological Warfare Detection System) – sygnalizator skażeń chemicznych i promieniotwórczych produkowany przez polską firmę Pimco sp. z o.o.
System CHERDES I wyprodukowany w 2004 r. oraz system CHERDES II (rok 2008) to jeden z najszerzej sprawdzonych sygnalizatorów skażeń chemicznych i promieniotwórczych. Z powodzeniem wykorzystywany był między innymi podczas misji w Afganistanie i Iraku (ponad 400 systemów CHERDES I i II zostało zainstalowanych na wozach opancerzonych m.in. KTO Rosomak oraz czołgach).
W chwili obecnej firma Pimco sp. z o.o. zakończyła prace nad trzecim modelem sygnalizatora o nazwie CHERDES III. System został w dużym stopniu unowocześniony oraz zminiaturyzowany w stosunku do modelu CHERDES II. Zwiększono m.in. czułość urządzenia, zredukowano pobór mocy, wyeliminowano źródło promieniowania jonizującego.
Blok główny systemu składa się z trzech podstawowych modułów:
- detektora skażeń chemicznych,
- sondy półprzewodnikowej do pomiaru dawki i mocy dawki promieniowania gamma – ZR-2,
- bloku do wykrywania bliskich wybuchów jądrowych i TSP (Trujących Substancji Przemysłowych) – BDWJ.

Główne zadania system CHERDES III to:
- wykrywanie bojowych środków trujących z użyciem technologii IMS (ang. Ion Mobility Spectrometry – spektrometria ruchliwości jonów),
- wykrywanie wybranych toksycznych substancji przemysłowych (chlor i amoniak) od bardzo niskiego poziomu, alarmowanie od najwyższego dopuszczalnego stężenia,
- generacja sygnałów alarmowych po wykryciu BST i TSP (załączenie systemu filtrowentylacji).

System CHERDES II zainstalowany został także na czołgach PT-91 w ramach kontraktu malezyjskiego.